# Сейлем (округ Салін, Арканзас)
Сейлем (англ. Salem) — переписна місцевість (CDP) в США, в окрузі Салін штату Арканзас. Населення — 2544 особи (2020).

## Географія
Сейлем розташований за координатами 34°37′51″ пн. ш. 92°33′41″ зх. д. / 34.63083° пн. ш. 92.56139° зх. д. (34.630899, -92.561492).  За даними Бюро перепису населення США в 2010 році переписна місцевість мала площу 8,38 км², з яких 8,25 км² — суходіл та 0,13 км² — водойми.

## Демографія
Згідно з переписом 2010 року, у переписній місцевості мешкало 2607 осіб у 983 домогосподарствах у складі 775 родин. Густота населення становила 311 особа/км².  Було 1027 помешкань (123/км²). 
Расовий склад населення:
| - 97,7 % — білих - 0,7 % — чорних або афроамериканців - 0,2 % — корінних американців - 0,2 % — азіатів |

До двох чи більше рас належало 0,5 %. Іспаномовні складали 1,7 % від усіх жителів.
За віковим діапазоном населення розподілялося таким чином: 23,1 % — особи молодші 18 років, 60,5 % — особи у віці 18—64 років, 16,4 % — особи у віці 65 років та старші. Медіана віку мешканця становила 42,2 року. На 100 осіб жіночої статі у переписній місцевості припадало 95,1 чоловіків;  на 100 жінок у віці від 18 років та старших — 95,0 чоловіків також старших 18 років.
Середній дохід на одне домашнє господарство  становив 63 309 доларів США (медіана — 55 495), а середній дохід на одну сім'ю — 73 725 доларів (медіана — 66 429). За межею бідності перебувало 7,4 % осіб, у тому числі 9,3 % дітей у віці до 18 років та 6,0 % осіб у віці 65 років та старших.
Цивільне працевлаштоване населення становило 1290 осіб. Основні галузі зайнятості: освіта, охорона здоров'я та соціальна допомога — 21,6 %, роздрібна торгівля — 17,3 %, виробництво — 10,0 %, фінанси, страхування та нерухомість — 9,9 %.